# 시리아 U-17 축구 국가대표팀
시리아 U-17 축구 국가대표팀은 시리아를 대표하는 17세 이하 축구 국가대표팀이다.

## 국제 대회 경력

### FIFA U-17 월드컵
FIFA U-17 월드컵 본선에는 2번 출전하여 이 가운데 처음으로 출전한 2007년 대회에서 시리아 축구 역사상 FIFA 주관 대회 첫 16강에 진출하는 성과를 거두었다.

### AFC U-17 아시안컵
2002년 대회를 시작으로 6번의 AFC U-17 아시안컵 본선에 출전하여 이 중 2006년과 2014년 대회에서 4강에 올랐다.

## 대회 출전 및 결과

### FIFA U-17 월드컵
| 연도   | 결과      | 경기      | 승        | 무        | 패        | 득점      | 실점      |
| ------ | --------- | --------- | --------- | --------- | --------- | --------- | --------- |
| 1985년 | 불참      | 불참      | 불참      | 불참      | 불참      | 불참      | 불참      |
| 1987년 | 불참      | 불참      | 불참      | 불참      | 불참      | 불참      | 불참      |
| 1989년 | 불참      | 불참      | 불참      | 불참      | 불참      | 불참      | 불참      |
| 1991년 | 불참      | 불참      | 불참      | 불참      | 불참      | 불참      | 불참      |
| 1993년 | 불참      | 불참      | 불참      | 불참      | 불참      | 불참      | 불참      |
| 1995년 | 불참      | 불참      | 불참      | 불참      | 불참      | 불참      | 불참      |
| 1997년 | 불참      | 불참      | 불참      | 불참      | 불참      | 불참      | 불참      |
| 1999년 | 불참      | 불참      | 불참      | 불참      | 불참      | 불참      | 불참      |
| 2001년 | 불참      | 불참      | 불참      | 불참      | 불참      | 불참      | 불참      |
| 2003년 | 예선 탈락 | 예선 탈락 | 예선 탈락 | 예선 탈락 | 예선 탈락 | 예선 탈락 | 예선 탈락 |
| 2005년 | 불참      | 불참      | 불참      | 불참      | 불참      | 불참      | 불참      |
| 2007년 | 16강      | 4         | 1         | 1         | 2         | 4         | 5         |
| 2009년 | 예선 탈락 | 예선 탈락 | 예선 탈락 | 예선 탈락 | 예선 탈락 | 예선 탈락 | 예선 탈락 |
| 2011년 | 예선 탈락 | 예선 탈락 | 예선 탈락 | 예선 탈락 | 예선 탈락 | 예선 탈락 | 예선 탈락 |
| 2013년 | 예선 탈락 | 예선 탈락 | 예선 탈락 | 예선 탈락 | 예선 탈락 | 예선 탈락 | 예선 탈락 |
| 2015년 |           |           |           |           |           |           |           |
| 합계   | 1/16      | 4         | 1         | 1         | 2         | 4         | 5         |

- 참고: AFC U-17 아시안컵이 FIFA U-17 월드컵 아시아 지역 예선을 대신 한다.

### AFC U-17 아시안컵
| 연도   | 결과 | 경기 | 승   | 무   | 패   | 득점 | 실점 |
| ------ | ---- | ---- | ---- | ---- | ---- | ---- | ---- |
| 1985년 | 불참 | 불참 | 불참 | 불참 | 불참 | 불참 | 불참 |
| 1986년 | 불참 | 불참 | 불참 | 불참 | 불참 | 불참 | 불참 |
| 1988년 | 불참 | 불참 | 불참 | 불참 | 불참 | 불참 | 불참 |
| 1990년 | 불참 | 불참 | 불참 | 불참 | 불참 | 불참 | 불참 |
| 1992년 | 불참 | 불참 | 불참 | 불참 | 불참 | 불참 | 불참 |
| 1994년 | 불참 | 불참 | 불참 | 불참 | 불참 | 불참 | 불참 |
| 1996년 | 불참 | 불참 | 불참 | 불참 | 불참 | 불참 | 불참 |
| 1998년 | 불참 | 불참 | 불참 | 불참 | 불참 | 불참 | 불참 |
| 2000년 | 불참 | 불참 | 불참 | 불참 | 불참 | 불참 | 불참 |
| 2002년 | 8강  | 4    | 1    | 1    | 2    | 3    | 4    |
| 2004년 | 불참 | 불참 | 불참 | 불참 | 불참 | 불참 | 불참 |
| 2006년 | 4위  | 6    | 3    | 1    | 2    | 14   | 7    |
| 2008년 | 8강  | 4    | 2    | 1    | 1    | 6    | 4    |
| 2010년 | 8강  | 4    | 1    | 2    | 1    | 4    | 4    |
| 2012년 | 8강  | 4    | 1    | 2    | 1    | 3    | 3    |
| 2014년 | 4강  | 5    | 2    | 2    | 1    | 9    | 11   |
| 합계   | 6/15 | 27   | 10   | 9    | 8    | 39   | 33   |

## 같이 보기
- 시리아 축구 국가대표팀